# Tomasz Niesłuchowski
Tomasz Niesłuchowski (ur. 2 października 1950 w Żaganiu, zm. 18 sierpnia 2019) – polski samorządowiec i rolnik, w latach 1976–1990 naczelnik, a w latach 1990–2018 wójt gminy wiejskiej Żagań.

## Życiorys
Syn Antoniego i Genowefy. Wykształcenie wyższe rolnicze (absolwent szczecińskiej Akademii Rolniczej). Mieszkał w Bukowinie Bobrzańskiej. Pracował jako rolnik. W czerwcu 1976, mając zaledwie 25 lat, został naczelnikiem gminy wiejskiej Żagań. Od tego czasu aż do 2018 nieprzerwanie zarządzał gminą: do 1990 jako naczelnik, następnie jako wójt. Od 2002 wybierany w wyborach bezpośrednich, za każdym razem w pierwszej turze z ramienia lokalnego komitetu wyborczego, po raz ostatni uzyskał reelekcję w 2014. Był jednym z najdłużej urzędujących polskich wójtów po Henryku Krawczyku z Wręczycy Wielkiej, rządzącym od 1974 do 2018. Należał do Polskiej Zjednoczonej Partii Robotniczej, z jej ramienia kandydował w 1989 do Sejmu w okręgu żarskim.
W 2018 nie ubiegał się o reelekcję; na stanowisku wójta zastąpił go Leszek Ochrymczuk z Prawa i Sprawiedliwości. W tym samym roku skutecznie kandydował do rady powiatu żagańskiego z ramienia KWW Gmina i Powiat Przyjazne Ludziom.
Doprowadził do przebudowy i rozwoju Tomaszowa, dawnej bazy wojsk radzieckich, do której nowi mieszkańcy zaczęli się sprowadzać w latach 90. i które nazwali na jego cześć.
Otrzymał Złoty Krzyż Zasługi (2000) i Brązową Odznakę „Zasłużony dla Ochrony Przeciwpożarowej” (2016).